# Liste der Biografien/Grup
Liste der Biografien |
Portal Biografien |
Personensuche
# |
A |
B |
C |
D |
E |
F |
G |
H |
I |
J |
K |
L |
M |
N |
O |
P |
Q |
R |
S |
T |
U |
V |
W |
X |
Y |
Z |
?
 
Ga |
Gb |
Gc |
Gd |
Ge |
Gf |
Gh |
Gi |
Gj |
Gk |
Gl |
Gm |
Gn |
Go |
Gp |
Gq |
Gr |
Gs |
Gu |
Gv |
Gw |
Gy |
Gz
 
Gra |
Grb–Grd |
Gre |
Grg |
Gri |
Grj |
Grk |
Grl |
Grm |
Gro |
Grs |
Gru |
Gry |
Grz
 
Grua |
Grub |
Gruc |
Grud |
Grue |
Gruf |
Grug |
Gruh |
Grui |
Gruj |
Grul |
Grum |
Grun |
Gruo |
Grup |
Grus |
Grut |
Gruv |
Gruw |
Gruy |
Gruz
Die Liste der Biografien führt alle Personen auf, die in der deutschsprachigen Wikipedia einen Artikel haben. Dieses ist eine Teilliste mit 45 Einträgen von Personen, deren Namen mit den Buchstaben „Grup“ beginnt.

## Grup

### Grupe
- Grupe, Frank (* 1952), deutscher Regisseur, Schauspieler, Hörspielautor und Dramaturg
- Grupe, Gerd (* 1955), deutscher Musikethnologe
- Grupe, Gustav (1895–1973), deutscher Intendant und Mitglied der Hamburgischen Bürgerschaft
- Grupe, Hermann (1881–1949), deutscher Schriftsteller
- Grupe, Hermann (* 1956), deutscher Politiker (FDP), MdL
- Grupe, Jochen (* 1963), deutscher Handballspieler
- Grupe, Magnus (* 2004), deutscher HandballspielerMagnus Grupe (* 2004)

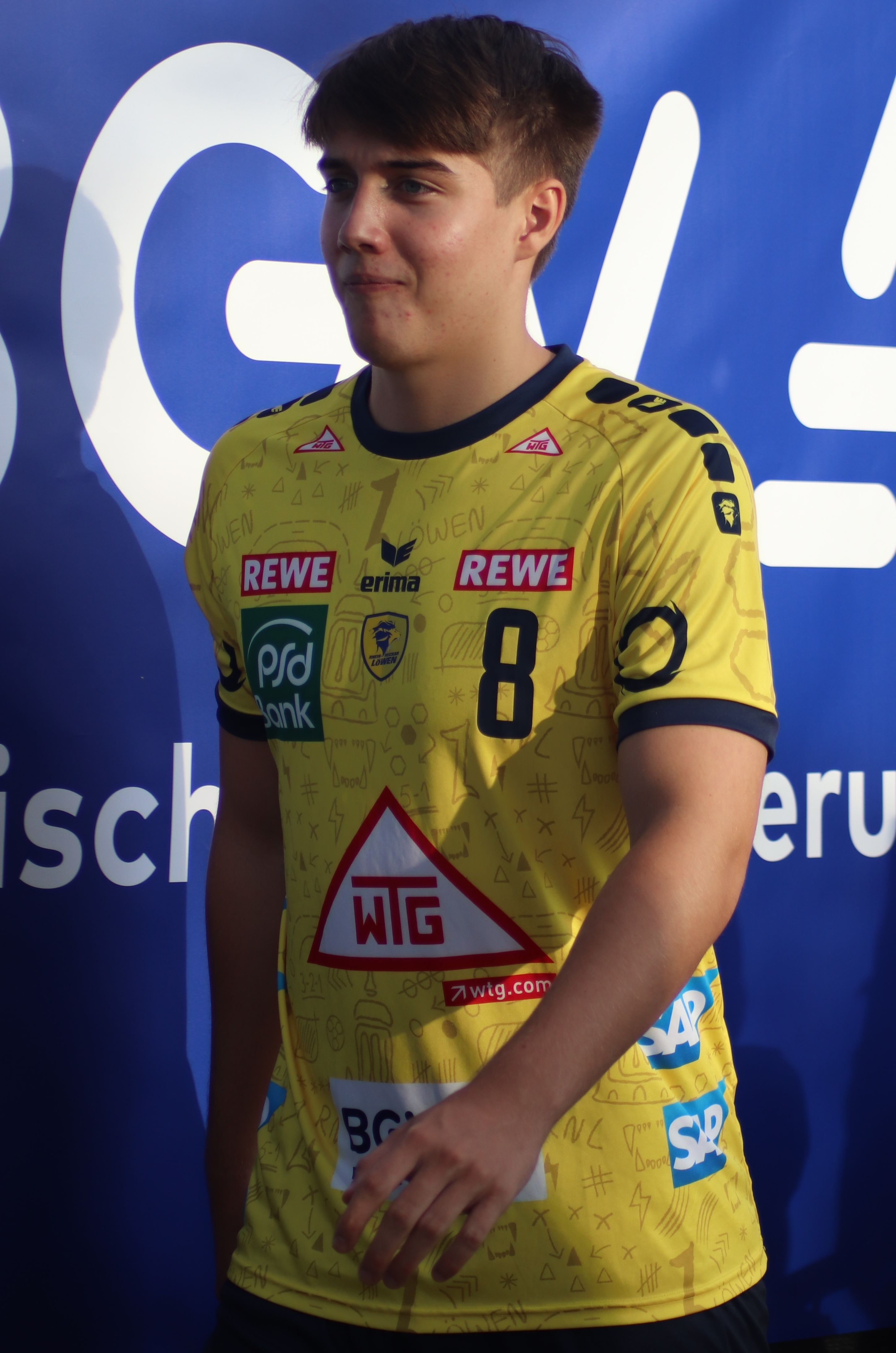
Magnus Grupe (* 2004)

- Grupe, Mats (* 2003), deutscher Handballspieler
- Grupe, Norbert (1940–2004), deutscher Boxer und Schauspieler
- Grupe, Ommo (1930–2015), deutscher Sportwissenschaftler und Sportfunktionär
- Grupe, Oskar (1878–1940), deutscher Geologe
- Grupe, Richard (1915–1988), deutscher Boxer
- Grupe, Rolf (1920–1995), deutscher Fußballspieler
- Grupe, Tommy (* 1992), deutscher Fußballspieler
- Grupe, Wolfgang (1930–1970), deutscher Radsportler
- Grupe-Arnoldi, Nicola (* 1984), deutsche Synchronsprecherin
- Grupe-Lörcher, Erica (1875–1960), deutsche Schriftstellerin
- Grupello, Gabriel (1644–1730), flämischer Bildhauer
- Grupen, Christian Ulrich (1692–1767), deutscher Jurist und Autor, Bürgermeister von Hannover (1728–1767)

### Grupi
- Grupińska, Anka (* 1956), polnische Sachbuchautorin, Journalistin und Publizistin

### Grupp
- Grupp, Alexander (1911–2003), deutscher Unternehmer
- Grupp, Barbara, deutsche Kostümbildnerin
- Grupp, Christoph (* 1968), Schweizer Politiker (GP)
- Grupp, Cornelius (* 1947), deutscher Unternehmer
- Grupp, Dietmar (* 1956), deutscher Jurist und Richter am Bundesgerichtshof
- Grupp, Franz (1905–2003), deutscher ManagerFranz Grupp (1905–2003)

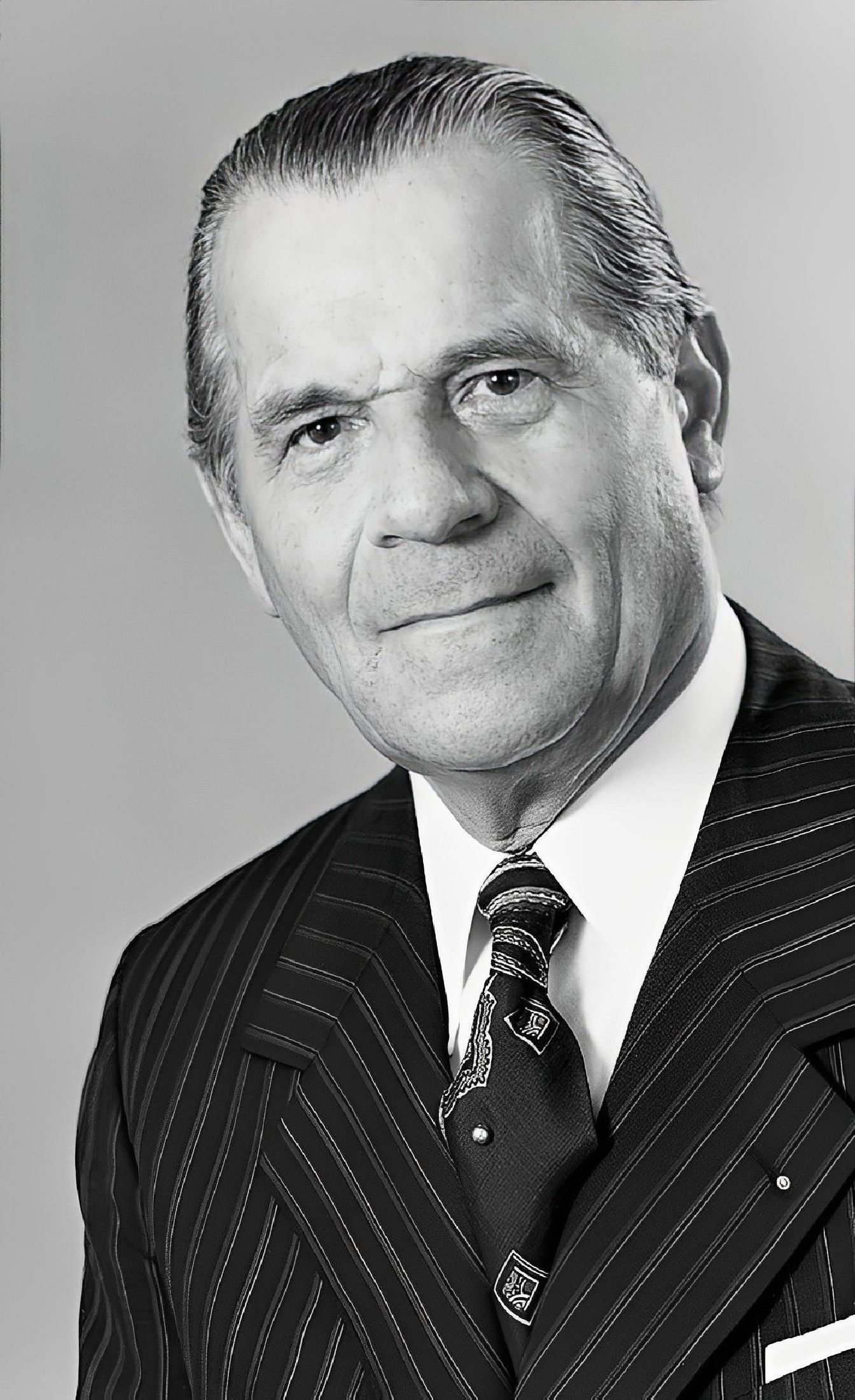
Franz Grupp (1905–2003)

- Grupp, Georg (1861–1922), deutscher Theologe, Historiker, Bibliothekar
- Grupp, Hariolf (1950–2009), deutscher Wirtschaftswissenschaftler
- Grupp, Joachim (* 1959), deutscher Karateka und Autor von Karate-Lehrbüchern
- Grupp, Julian (* 1991), deutscher Fußballspieler
- Grupp, Klaus (* 1940), deutscher Rechtswissenschaftler
- Grupp, Paul (1904–1974), deutscher Kameramann
- Grupp, Walter G. (1952–2021), deutscher Rechtsanwalt
- Grupp, Winfried (1936–2003), deutscher Jurist
- Grupp, Wolfgang (* 1942), deutscher UnternehmerWolfgang Grupp (* 1942)

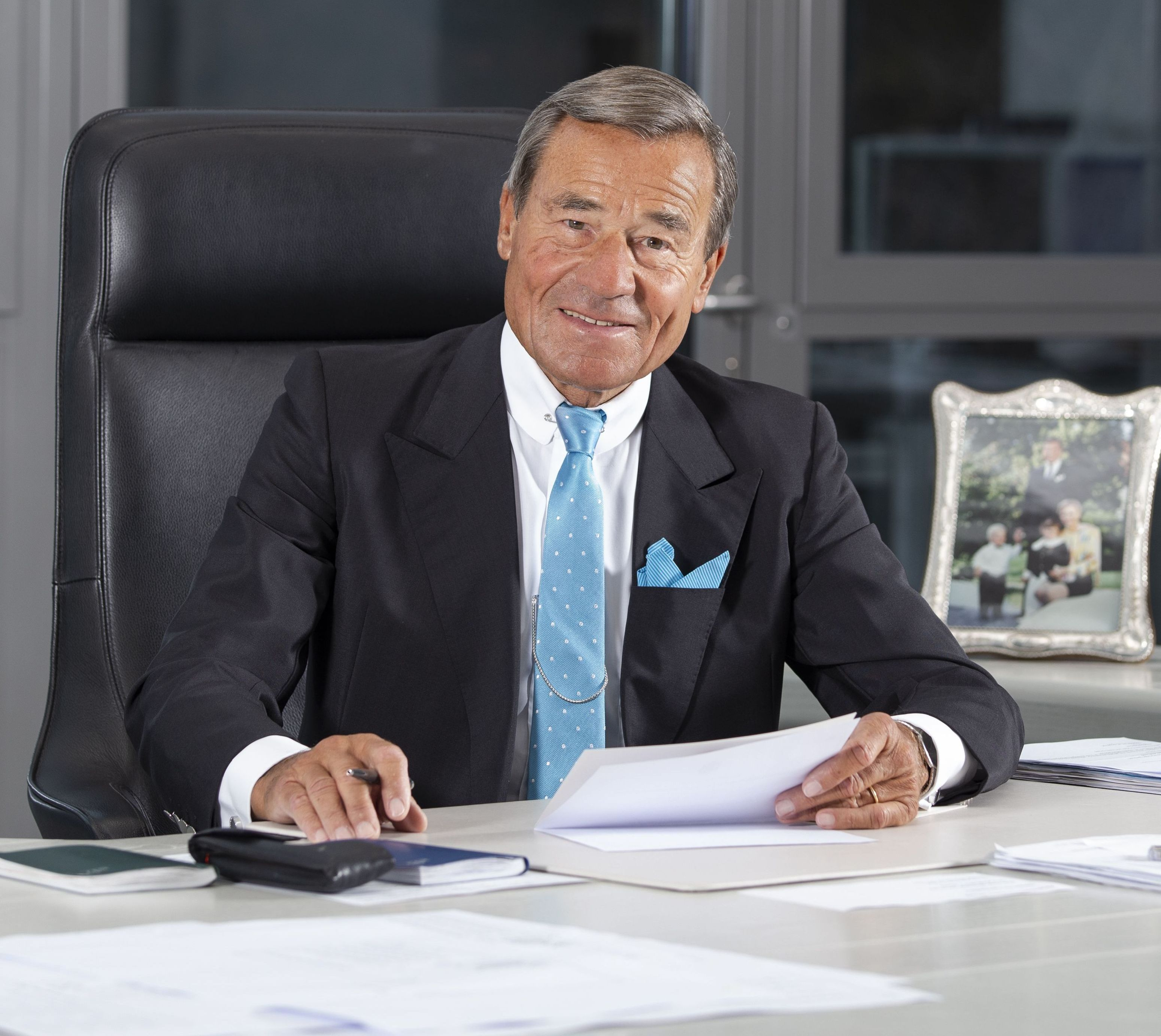
Wolfgang Grupp (* 1942)

- Gruppe Volkszorn, Autor anonymer Drohbriefe in der DDR
- Gruppe, Marc (* 1974), deutscher Hörspielproduzent, Theaterautor, Hörspielautor, Regisseur und Schauspieler
- Gruppe, Otto (1851–1921), deutscher Klassischer Philologe und Gymnasiallehrer
- Gruppe, Otto Friedrich (1804–1876), deutscher Philosoph, Altphilologe und Publizist
- Gruppe, Werner (1920–2009), deutscher Agrarwissenschaftler
- Gruppenbach, Georg († 1610), deutscher Buchdrucker und Verleger
- Grupper, Jesse (* 1997), US-amerikanischer Sportkletterer
- Grupper, Pessach (1924–2013), israelischer Politiker
- Gruppioni, Mario (1901–1939), italienischer Ringer
- Gruppman, Igor (* 1956), ukrainischer Violinist und Dirigent